# Jindřich Meklenbursko-Zvěřínský
Jindřich Meklenbursko-Zvěřínský (Jindřich Vladimír Albrecht Arnošt; 19. dubna 1876, Schwerin – 3. července 1934, Haag) byl sňatkem s královnou Vilemínou Nizozemskou princem manželem Nizozemska. Byl to nejdéle úřadující choť panovníka nizozemského království.

## Život
Jindřich Vladimír Albrecht Arnošt Meklenbursko-Zvěřínský se narodil 19. dubna 1876 ve Schwerinu jako nejmladší syn velkovévody Fridricha Františka II. a jeho třetí manželky Marie Schwarzbursko-Rudolstadtské.
Nizozemským princem byl prohlášen 6. únory 1901 a 7. února 1901 se v Haagu jako čtyřiadvacetiletý oženil s o čtyři roky mladší královnou Vilemínou. Jejich jediné dítě, dcera Juliána, se narodilo 30. dubna 1909. Ta se stala po matčině abdikaci 4. září 1948 nizozemskou královnou. Jindřich měl však také alespoň jedno nemanželské dítě: Pima Liera. Narodil se v roce 1918 a v poválečné nizozemské politice se prosadil jako předseda pravicové extremistické strany Centrumpartij (Středová strana). Narození nemanželského syna bylo pravděpodobně jen příznačné pro jeho stále napjatější vztah s manželkou. Bylo to o to jasnější v době zahajovacího ceremoniálu letních olympijských her v Amsterdamu v roce 1928. Přestože se ho Jindřich měl nejen zúčastnit, ale i předsedat slavnostem, Vilemína se ani neobtěžovala ukázat, když uvedla, že jí v tom brání její osobní náboženské přesvědčení, že tento typ akce by se neměl konat v neděli.
Jindřich byl mimo jiné 279. nositelem velkokříže portugalského řádu věže a meče a 1157. rytířem španělského řádu zlatého rouna.
Zemřel 3. července v Haagu ve věku 58 let.

## Skauting
Dne 11. prosince 1915 úspěšně spojil dvě nizozemské skautské organizace Nederlandse Padvinders Organisatie a Nederlandse Padvinders Bond a vytvořil jednu skautkou organizaci De Nederlandse Padvinders. Stal se královským komisařem této organizace a v roce 1920 požádal Jeana Jacquese Rambonneta, aby se stal předsedou.

## Mimomanželské vztahy
Princ Jindřich byl známý svými četnými mimomanželskými poměry. Říká se, že celkově princ Jindřich zplodil tři až deset nemanželských dětí, ale pevný důkaz zůstává nepolapitelný, s výjimkou Albrechta Viléma Liera, známého jako výše zmíněný Pim Lier (22. července 1918 – 9. dubna 2015). Během svého vdovství královna Vilemína vyplácela měsíční příspěvky třem jeho známým bývalým milenkám: Julii Cervey v Ženevě (dvě stě guldenů měsíčně), Vilemíně Steinerové v Curychu (pět set guldenů měsíčně) a Mien Lier-Wennekerové (1887–1973) v Haagu (pět set guldenů měsíčně). Mien Abbo-Wennekerová (později Lier-Wennekerová) porodila celkem šest dětí; dvě nejstarší sestry Kristýna Markéta Abbo a Edita Abbo (později Sheep-Abbo) byly údajně dcerami jejího prvního manžela, Dhr. Abba, energicky se však říkalo, že byl jejich otcem princ Jindřich. V roce 1919 se Mien provdala za poručíka Jana Derka Liera, bývalého pobočníka prince Jindřicha. Královna Vilemína si najala policejního šéfa Françoise van 't Santa, aby ověřil fakta o mimomanželských vztazích a dětech jejího manžela. Poručík dostával od státu měsíčně tisíc guldenů na oplátku za jeho závazek k „třem dětem Jeho královské Výsosti“.

## Vyznamenání

### Německá vyznamenání
- Meklenbursko:
  - Řád vendické koruny
  - Řád gryfa
  - Medaile za záchranu života
  - Pamětní medaile na velkovévody Bedřicha Františka III.
  - Pamětní medaile na bitvu u Loigny–Poupry
- Bavorské království: Řád sv. Huberta
- Bádenské velkovévodství: Domácí řád věrnosti, 1905
- Brunšvické vévodství: Řád Jindřicha Lva, 1907
- Oldenburské velkovévodství: Domácí a záslužný řád vévody Petra Fridricha Ludvíka
- Sasko-výmarsko-eisenašské vévodství:
  - Řád bílého sokola, 1892
  - Zlatá výroční medaile
- Saské království: Řád routové koruny
- Lippe: Řád pánů z Lippe
- Waldecko-Pyrmontské knížectví: Záslužný kříž
- Württemberské království: Řád württemberské koruny
- Pruské království:
  - Řád černé orlice
  - Řád červené orlice
  - Řád johanitů

### Zahraniční vyznamenání
- Nizozemsko
  - Řád nizozemského lva
  - Oranžsko-nassavský řád
  - Nassavský domácí řád zlatého lva
  - Řád oranžské dynastie
  - Řád johanitů, 30. dubna 1909
  - Nizozemský záslužný červený kříž
  - Svatební medaile královny Vilemíny a prince Jindřicha Meklenbursko-Zvěřínského, 1901
  - Svatební medaile princezny Juliány a prince Bernarda z Lippe-Biesterfeld, 1937
- Rakousko-Uhersko: Královský uherský řád sv. Štěpána, 1903
- Belgie: Řád Leopolda
- Bulharské knížectví: Řád svatého Alexandra
- Dánsko: Řád slona, 12. prosince 1912
- Estonsko: Řád estonského červeného kříže
- Finsko: Řád bílé růže, 1931
- Francie: Řád čestné legie
- Řecké království: Řád Spasitele
- Japonské císařství: Řád chryzantémy, 9. června 1905
- Suverénní řád Maltézských rytířů: Správcovský velkokříž cti a oddanosti
- Norsko: Řád svatého Olafa
- Osmanská říše: Řád Osmanie
- Polsko: Řád bílé orlice
- Portugalské království:
  - Řád Kristův
  - Řád věže a meče
- Rumunské království: Řád rumunské hvězdy
- Ruské impérium:
  - Řád sv. Ondřeje
  - Řád sv. Alexandra Něvského
  - Řád Bílého orla
  - Řád sv. Anny
  - Řád sv. Stanislava
- Thajsko:
  - Řád Mahá Čakrí
  - Řád bílého slona
- Španělsko: Řád zlatého rouna, 9. března 1924
- Československo: Řád Bílého lva I. třídy, 5. června 1931
- Švédsko: Řád Serafínů, 30. ledna 1901
- Spojené království: Řád lázně, 26. února 1907

## Vývod z předků
|                                 |                                              |  |                                            |                                                 |  |  |  |  |  |  |  | Fridrich František I. Meklenbursko-Zvěřínský |
|                                 |                                              |  |                                            |                                                 |  |  |  |  |  |  |  |                                              |
|                                 | Fridrich Ludvík Meklenbursko-Zvěřínský       |  |                                            |                                                 |  |  |  |  |  |  |  |                                              |
|                                 |                                              |  |                                            |                                                 |  |  |  |  |  |  |  |                                              |
|                                 |                                              |  |                                            | Luisa Sasko-Gothajsko-Altenburská               |  |  |  |  |  |  |  |                                              |
|                                 |                                              |  |                                            |                                                 |  |  |  |  |  |  |  |                                              |
|                                 | Pavel Fridrich Meklenbursko-Zvěřínský        |  |                                            |                                                 |  |  |  |  |  |  |  |                                              |
|                                 |                                              |  |                                            |                                                 |  |  |  |  |  |  |  |                                              |
|                                 |                                              |  |                                            | Pavel I. Ruský                                  |  |  |  |  |  |  |  |                                              |
|                                 |                                              |  |                                            |                                                 |  |  |  |  |  |  |  |                                              |
|                                 | Jelena Pavlovna Ruská                        |  |                                            |                                                 |  |  |  |  |  |  |  |                                              |
|                                 |                                              |  |                                            |                                                 |  |  |  |  |  |  |  |                                              |
|                                 |                                              |  |                                            | Žofie Dorotea Württemberská                     |  |  |  |  |  |  |  |                                              |
|                                 |                                              |  |                                            |                                                 |  |  |  |  |  |  |  |                                              |
|                                 | Bedřich František II. Meklenbursko-Zvěřínský |  |                                            |                                                 |  |  |  |  |  |  |  |                                              |
|                                 |                                              |  |                                            |                                                 |  |  |  |  |  |  |  |                                              |
|                                 |                                              |  |                                            | Fridrich Vilém II. Pruský                       |  |  |  |  |  |  |  |                                              |
|                                 |                                              |  |                                            |                                                 |  |  |  |  |  |  |  |                                              |
|                                 | Fridrich Vilém III.                          |  |                                            |                                                 |  |  |  |  |  |  |  |                                              |
|                                 |                                              |  |                                            |                                                 |  |  |  |  |  |  |  |                                              |
|                                 |                                              |  |                                            | Frederika Luisa Hesensko-Darmstadtská           |  |  |  |  |  |  |  |                                              |
|                                 |                                              |  |                                            |                                                 |  |  |  |  |  |  |  |                                              |
|                                 | Alexandra Pruská                             |  |                                            |                                                 |  |  |  |  |  |  |  |                                              |
|                                 |                                              |  |                                            |                                                 |  |  |  |  |  |  |  |                                              |
|                                 |                                              |  |                                            | Karel II. Meklenbursko-Střelický                |  |  |  |  |  |  |  |                                              |
|                                 |                                              |  |                                            |                                                 |  |  |  |  |  |  |  |                                              |
|                                 | Luisa Meklenbursko-Střelická                 |  |                                            |                                                 |  |  |  |  |  |  |  |                                              |
|                                 |                                              |  |                                            |                                                 |  |  |  |  |  |  |  |                                              |
|                                 |                                              |  |                                            | Frederika Hesensko-Darmstadtská                 |  |  |  |  |  |  |  |                                              |
|                                 |                                              |  |                                            |                                                 |  |  |  |  |  |  |  |                                              |
| Jindřich Meklenbursko-Zvěřínský |                                              |  |                                            |                                                 |  |  |  |  |  |  |  |                                              |
|                                 |                                              |  |                                            |                                                 |  |  |  |  |  |  |  |                                              |
|                                 |                                              |  | Fridrich Karel Schwarzbursko-Rudolstadtský |                                                 |  |  |  |  |  |  |  |                                              |
|                                 |                                              |  |                                            |                                                 |  |  |  |  |  |  |  |                                              |
|                                 | Günther Schwarzbursko-Rudolstadtský          |  |                                            |                                                 |  |  |  |  |  |  |  |                                              |
|                                 |                                              |  |                                            |                                                 |  |  |  |  |  |  |  |                                              |
|                                 |                                              |  |                                            | Augusta Schwarzbursko-Rudolstadtská             |  |  |  |  |  |  |  |                                              |
|                                 |                                              |  |                                            |                                                 |  |  |  |  |  |  |  |                                              |
|                                 | Adolf Schwarzbursko-Rudolstadtský            |  |                                            |                                                 |  |  |  |  |  |  |  |                                              |
|                                 |                                              |  |                                            |                                                 |  |  |  |  |  |  |  |                                              |
|                                 |                                              |  |                                            | Fridrich V. Hesensko-Homburský                  |  |  |  |  |  |  |  |                                              |
|                                 |                                              |  |                                            |                                                 |  |  |  |  |  |  |  |                                              |
|                                 | Luisa Hesensko-Homburská                     |  |                                            |                                                 |  |  |  |  |  |  |  |                                              |
|                                 |                                              |  |                                            |                                                 |  |  |  |  |  |  |  |                                              |
|                                 |                                              |  |                                            | Karolína Hesensko-Darmstadtská                  |  |  |  |  |  |  |  |                                              |
|                                 |                                              |  |                                            |                                                 |  |  |  |  |  |  |  |                                              |
|                                 | Marie Schwarzbursko-Rudolstadtská            |  |                                            |                                                 |  |  |  |  |  |  |  |                                              |
|                                 |                                              |  |                                            |                                                 |  |  |  |  |  |  |  |                                              |
|                                 |                                              |  |                                            | Ota Schonbursko-Waldenburský                    |  |  |  |  |  |  |  |                                              |
|                                 |                                              |  |                                            |                                                 |  |  |  |  |  |  |  |                                              |
|                                 | Ota Viktor Schönbursko-Waldenburský          |  |                                            |                                                 |  |  |  |  |  |  |  |                                              |
|                                 |                                              |  |                                            |                                                 |  |  |  |  |  |  |  |                                              |
|                                 |                                              |  |                                            | Henrieta Reuss-Köstritz                         |  |  |  |  |  |  |  |                                              |
|                                 |                                              |  |                                            |                                                 |  |  |  |  |  |  |  |                                              |
|                                 | Matylda Schönbursko-Waldenburská             |  |                                            |                                                 |  |  |  |  |  |  |  |                                              |
|                                 |                                              |  |                                            |                                                 |  |  |  |  |  |  |  |                                              |
|                                 |                                              |  |                                            | Ludvík Fridrich II. Schwarzbursko-Rudolstadtský |  |  |  |  |  |  |  |                                              |
|                                 |                                              |  |                                            |                                                 |  |  |  |  |  |  |  |                                              |
|                                 | Tekla Schwarzbursko-Rudolstadtská            |  |                                            |                                                 |  |  |  |  |  |  |  |                                              |
|                                 |                                              |  |                                            |                                                 |  |  |  |  |  |  |  |                                              |
|                                 |                                              |  |                                            | Karolina Hesensko-Homburská                     |  |  |  |  |  |  |  |                                              |
|                                 |                                              |  |                                            |                                                 |  |  |  |  |  |  |  |                                              |